# Kévin Estre
Kévin Estre (ur. 28 października 1988 roku w Lyonie) – francuski kierowca wyścigowy.

## Kariera
Estre rozpoczął karierę w wyścigach samochodowych w 2006 roku w Formule Renault Campus France, gdzie zdobył tytuł mistrzowski. W późniejszych latach starował głównie w seriach Porsche. W latach 2008–2011 pnął się w górę w klasyfikacji generalnej Francuskiego Pucharu Porsche Carrera. Rozpoczynał od piątej i czwartej pozycji, a później poprzez tytuł wicemistrzowski doszedł do tytułu mistrzowskiego. W Niemieckim Pucharze Porsche Carrera zajął w latach 2011-2012 odpowiednio 6 i 4 lokatę w klasyfikacji generalnej.
W 2010 roku Francuz rozpoczął starty w Porsche Supercup, Gdy w pierwszym sezonie startów był siódmy, w 2012 roku walczył do końca o tytuł mistrza serii, ostatecznie plasując się na drugim miejscu. W 2013 roku startował z ekipą Attempto Racing. Tym razem jednak musiał zadowolić się czwartą pozycją. Za to zdobył tytuł mistrzowski w Niemieckim Pucharze Porsche Carrera. W sezonie 2014 wystąpił w trzech wyścigach rozgrywanych w Wielkiej Brytanii, Niemiec i Włoszech, co zaowocowało zajęciem 17. miejsca w klasyfikacji generalnej z 21 punktami.

## Statystyki
| Sezon | Seria                                                    | Zespół                              | Wyścigi | Zwycięstwa | PP | NO | Podium | Punkty | Pozycja |
| ----- | -------------------------------------------------------- | ----------------------------------- | ------- | ---------- | -- | -- | ------ | ------ | ------- |
| 2006  | Formuła Renault Campus France                            | Auto Sport Academy                  | 13      | 6          | 5  | 3  | 12     | 195    | 1       |
| 2007  | Francuska Formuła Renault                                | Graff Racing                        | 13      | 0          | 0  | 0  | 0      | 46     | 8       |
| 2008  | Francuski Puchar Porsche Carrera                         | Graff Racing                        | 14      | 1          | 0  | 0  | 4      | 108    | 5       |
| 2009  | Francuski Puchar Porsche Carrera                         | Sofrev - Asp                        | 14      | 5          | 2  | 6  | 6      | 146    | 4       |
| 2009  | FIA GT3 European Championship                            | MP Racing                           | 2       | 0          | 0  | 0  | 0      | 0      | NS      |
| 2010  | Francuski Puchar Porsche Carrera                         | SOFREV - ASP                        | 13      | 5          | 7  | 3  | 12     | 200    | 2       |
| 2010  | FIA GT3 European Championship                            | Mühlner Motorsport                  | 2       | 0          | 0  | 0  | 0      | 0      | NS      |
| 2010  | ADAC GT Masters                                          | Mühlner Motorsport                  | 2       | 0          | 0  | 0  | 1      | 8      | 22      |
| 2011  | Francuski Puchar Porsche Carrera                         | AS Events                           | 12      | 10         | 8  | 10 | 11     | 242    | 1       |
| 2011  | Porsche Supercup                                         | Hermes Attempto Racing              | 11      | 1          | 2  | 1  | 3      | 127    | 7       |
| 2011  | Niemiecki Puchar Porsche Carrera                         | Hermes ATTEMPTO Racing              | 2       | 0          | 0  | 0  | 0      | 6      | 22      |
| 2011  | Racecar Series - Elite                                   | Performance Engineering             | 2       | 0          | 0  | 0  | 1      | 132    | 27      |
| 2011  | Światowy Puchar Porsche Carrera                          | Hermes Attempto Racing              | 1       | 0          | 0  | 0  | 0      | N/A    | 6       |
| 2012  | Niemiecki Puchar Porsche Carrera                         | Hermes Attempto Racing              | 17      | 1          | 1  | 1  | 8      | 181    | 4       |
| 2012  | Porsche Supercup                                         | Hermes Attempto Racing              | 10      | 1          | 1  | 0  | 4      | 139    | 2       |
| 2012  | Francuski Puchar Porsche Carrera                         | Nourry Competition                  | 5       | 3          | 3  | 2  | 3      | 74     | 11      |
| 2012  | International GT Open                                    | Attempto Racing                     | 2       | 0          | 0  | 0  | 0      | 0      | NS      |
| 2012  | International GT Open - GTS                              | Attempto Racing                     | 2       | 0          | 0  | 0  | 0      | 0      | NS      |
| 2012  | American Le Mans Series - GTC                            | JDX Racing                          | 1       | 0          | 0  | 0  | 0      | 12     | 25      |
| 2012  | Grand American Rolex Series - GT                         | TRG                                 | 1       | 0          | 0  | 0  | 0      | 0      | NS      |
| 2013  | Niemiecki Puchar Porsche Carrera                         | Attempto Racing by Häring           | 17      | 8          | 7  | 2  | 11     | 249    | 1       |
| 2013  | Porsche Supercup                                         | Attempto Racing                     | 9       | 0          | 0  | 1  | 3      | 107    | 4       |
| 2013  | Dunlop 24H Dubai - A6-Pro                                | Attempto Racing                     | 1       | 0          | 0  | 0  | 0      | 0      | 14      |
| 2013  | American Le Mans Series - GTC                            | TRG                                 | 2       | 0          | 0  | 0  | 1      | 6      | 29      |
| 2013  | Grand American Rolex Series - GT                         | Muehlner Motorsports America        | 1       | 0          | 0  | 0  | 0      | 16     | 58      |
| 2013  | Francuski Puchar Porsche Carrera                         | Attempto Racing                     | 2       | 2          | 2  | 2  | 2      | 0      | NS†     |
| 2013  | Grand American Rolex Series - GT                         | Attempto Racing                     | 2       | 0          | 0  | 0  | 0      | 0      | NS      |
| 2014  | Porsche Supercup                                         | McGregor powered by Attempto Racing | 3       | 0          | 0  | 0  | 1      | 21     | 17      |
| 2014  | United Sports Car Championship - GTD                     | Park Place Motorsports              | 8       | 0          | 0  | 0  | 1      | 83     | 31      |
| 2014  | Blancpain Endurance Series - Pro Cup                     | ART Grand Prix                      | 5       | 0          | 1  | 0  | 2      | 48     | 8       |
| 2014  | ADAC GT Masters                                          | GW-IT Racing Team                   | 2       | 2          | 0  | 0  | 2      | 50     | 18      |
| 2014  | Porsche Carrera Cup - 24H Le Mans Support Race - Class A | Tsunami RT                          | 1       | 0          | 1  | 1  | 0      | N/A    | 16      |
| 2014  | Francuski Puchar Porsche Carrera                         | Tsunami RT                          | 1       | 0          | 1  | 1  | 0      | 0      | NS      |
| 2014  | 24h Nürburgring - SP9 GT3                                | Dörr Motorsport                     | 1       | 0          | 1  | 1  | 0      | N/A    | 16      |
| 2014  | VLN Endurance - SP9                                      | Dörr Motorsport                     | 2       | 0          | 0  | 0  | 1      | 0      | NS†     |

† – Estre nie był zaliczany do klasyfikacji.